# Alexis Flips
Alexis Laurent Patrice Roge Flips (Villeneuve-d'Ascq, 18 gennaio 2000) è un calciatore francese, centrocampista del Charleroi in prestito dall'Anderlecht.

## Carriera

### Club
Cresciuto nel settore giovanile del Lilla, nell'agosto 2019 viene prestato all'Ajaccio con cui debutta fra i professionisti il 23 agosto in occasione del match di Ligue 2 vinto 1-0 contro il Paris FC.
Rientrato al club biancorosso, gioca alcuni mesi con la squadra riserve prima di passare a titolo definitivo allo Stade Reims.

### Nazionale
Ha giocato nelle nazionali giovanili francesi Under-16, Under-17, Under-18, Under-19 ed Under-20.

## Statistiche

### Presenze e reti nei club
Statistiche aggiornate al 12 agosto 2023.
| Stagione           | Squadra            | Campionato         | Campionato | Campionato | Coppe nazionali | Coppe nazionali | Coppe nazionali | Coppe continentali | Coppe continentali | Coppe continentali | Altre coppe | Altre coppe | Altre coppe | Totale | Totale |
| Stagione           | Squadra            | Comp               | Pres       | Reti       | Comp            | Pres            | Reti            | Comp               | Pres               | Reti               | Comp        | Pres        | Reti        | Pres   | Reti   |
| ------------------ | ------------------ | ------------------ | ---------- | ---------- | --------------- | --------------- | --------------- | ------------------ | ------------------ | ------------------ | ----------- | ----------- | ----------- | ------ | ------ |
| 2016-2017          | Lille 2            | CFA                | 2          | 0          |                 | -               | -               |                    | -                  | -                  |             | -           | -           | 2      | 0      |
| 2017-2018          | Lille 2            | N2                 | 22         | 4          |                 | -               | -               |                    | -                  | -                  |             | -           | -           | 22     | 4      |
| 2018-2019          | Lille 2            | N2                 | 24         | 5          |                 | -               | -               |                    | -                  | -                  |             | -           | -           | 24     | 5      |
| 2019-2020          | Ajaccio 2          | N3                 | 4          | 0          |                 | -               | -               |                    | -                  | -                  |             | -           | -           | 4      | 0      |
| 2019-2020          | Ajaccio            | L2                 | 13         | 0          | CF+CdL          | 1+1             | 0               |                    | -                  | -                  |             | -           | -           | 15     | 0      |
| ago.-ott. 2020     | Lille 2            | N3                 | 3          | 1          |                 | -               | -               |                    | -                  | -                  |             | -           | -           | 3      | 1      |
| 2020-2021          | Stade Reims 2      | N2                 | 2          | 1          |                 | -               | -               |                    | -                  | -                  |             | -           | -           | 2      | 1      |
| 2021-2022          | Stade Reims 2      | N2                 | 2          | 0          |                 | -               | -               |                    | -                  | -                  |             | -           | -           | 2      | 0      |
| 2020-2021          | Stade Reims        | L1                 | 2          | 1          | CF              | 0               | 0               |                    | -                  | -                  |             | -           | -           | 2      | 1      |
| 2021-2022          | Stade Reims        | L1                 | 25         | 2          | CF              | 3               | 0               |                    | -                  | -                  |             | -           | -           | 28     | 2      |
| 2022-2023          | Stade Reims        | L1                 | 33         | 4          | CF              | 2               | 2               |                    | -                  | -                  |             | -           | -           | 35     | 6      |
| Totale Stade Reims | Totale Stade Reims | Totale Stade Reims | 60         | 7          |                 | 5               | 2               |                    | -                  | -                  |             | -           | -           | 65     | 9      |
| Totale carriera    | Totale carriera    | Totale carriera    | 132        | 18         |                 | 7               | 2               |                    | -                  | -                  |             | -           | -           | 144    | 21     |